# هاثا كاروناراتني
هاثا كاروناراتني (21 أكتوبر 1941 – 1983) هو ملاكم سريلانكي راحل، مثّل بلاده في الألعاب الأولمبية الصيفية 1968.

## روابط خارجية
هاثا كاروناراتني على موقع اللجنة الأولمبية الدولية (الإنجليزية)
- هاثا كاروناراتني على موقع أوليمبيديا (الإنجليزية)